# Gintaras Bagdonas

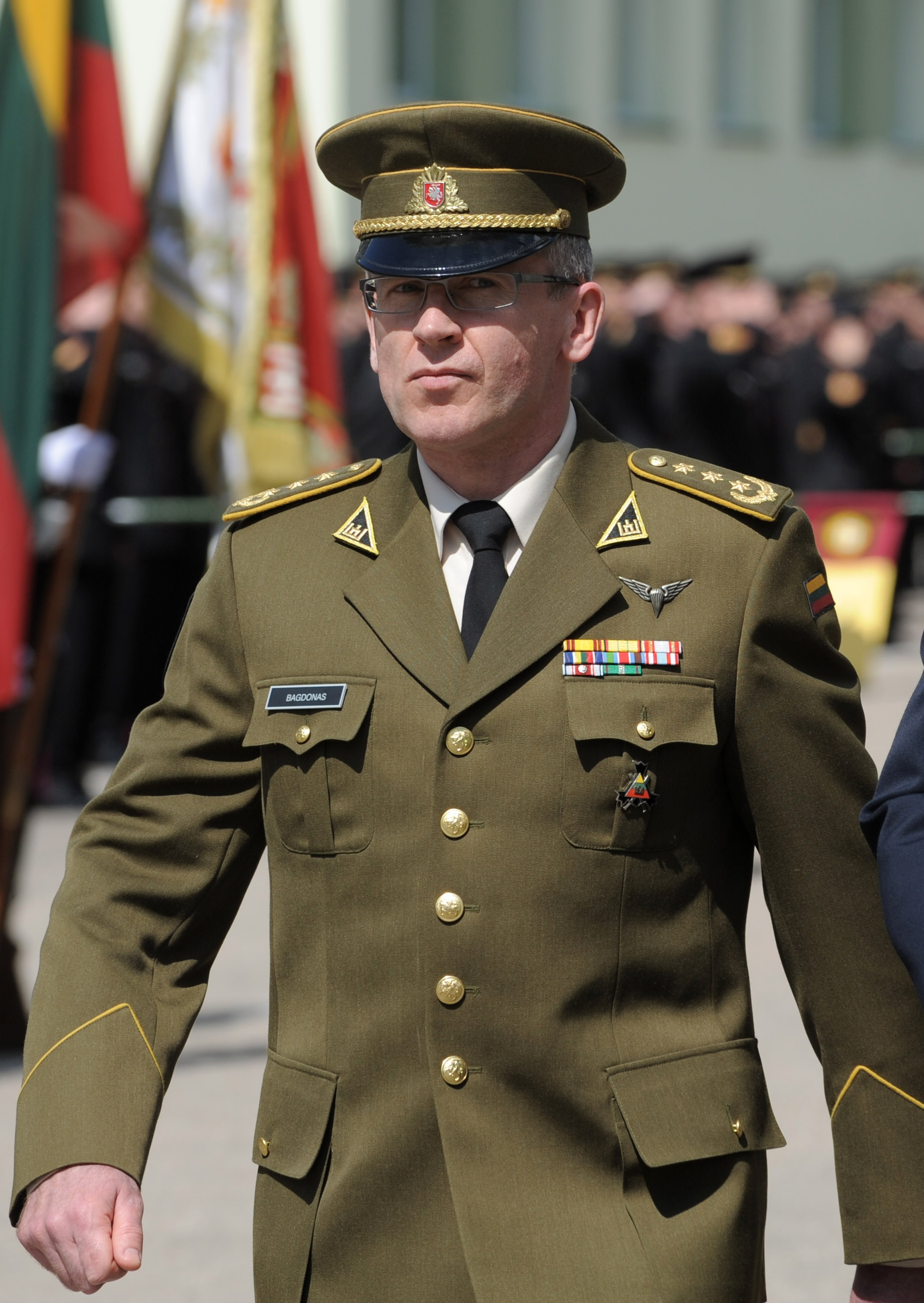
Gintaras Bagdonas (2010)

Gintaras Bagdonas (* 5. September 1965 in Mantviliškis, Litauische Sozialistische Sowjetrepublik) ist ein litauischer Oberst und Nachrichtendienstangehöriger. Von 2014 bis 2018 war er Direktor des NATO Energy Security Centre of Excellence.

## Leben
Ab 1971 lebte er in Anykščiai. Von 1972 bis 1980 lernte er in der 2. Mittelschule Anykščiai. Von 1980 bis 1983 absolvierte er die technische Berufsmittelschule Kėdainiai. Von 1983 bis 1984 arbeitete er als Elektriker in einer Filz-Fabrik. Von 1984 bis 1986 leistete er seinen Wehrdienst bei der Sowjetarmee in Kasachstan. Von 1986 bis 1991 absolvierte er ein Studium zum Elektroingenieur an der Fakultät für Energiewirtschaft der Technischen Universität in Kaunas.

### Militärische Laufbahn
Im Jahr 1991 schloss sich Bagdonas den militärischen Freiwilligenverbänden die im Zuge der Loslösung Litauens von der Sowjetunion entstanden an. Bei diesen stieg er bis 1994 zum Bataillonskommandeur auf. Anschließend verbrachte er ein Jahr im Dienst der United Nations Protection Force in Kroatien. Von 1995 bis 1998 war er Militärattaché in Lettland und Estland. Die nächsten Jahre verbrachte er auf verschiedenen Dienstposten im Bereich des Militärgeheimdienstes. Im Jahr 2003 absolvierte er ein Aufbaustudium am NATO-College in Rom. Von 2004 bis 2006 absolvierte er ein Masterstudium der Politikwissenschaften an der Universität Vilnius und wurde 2005 zum Oberst befördert. Im Jahr 2007 wurde er auf Vorschlag des Verteidigungsministers Juozas Olekas von Präsident Valdas Adamkus zum diensttuenden Brigadegeneral ernannt und leitete bis 2010 den EU-Militärgeheimdienst im Militärstab der Europäischen Union. In den Jahren 2010 bis 2012 war er Leiter der litauischen Militärakademie und von 2012 bis 2014 diente er in Afghanistan.

### Privates
Bagdonas ist verheiratet. Mit seiner Frau Jovita (* 1960) hat er zwei Töchter.

## Auszeichnung
- Gediminas-Orden, 3-ojo laipsnio medalis